# Liste der Biografien/Loe
Liste der Biografien |
Portal Biografien |
Personensuche
# |
A |
B |
C |
D |
E |
F |
G |
H |
I |
J |
K |
L |
M |
N |
O |
P |
Q |
R |
S |
T |
U |
V |
W |
X |
Y |
Z |
?
 
La |
Lb |
Lc |
Le |
Lg |
Lh |
Li |
Lj |
Ll |
Lm |
Lo |
Lp |
Lt |
Lu |
Lv |
Lw |
Lx |
Ly |
Lz
 
Loa |
Lob |
Loc |
Lod |
Loe |
Lof |
Log |
Loh |
Loi |
Loj |
Lok |
Lol |
Lom |
Lon |
Loo |
Lop |
Loq |
Lor |
Los |
Lot |
Lou |
Lov |
Low |
Loy |
Loz
Die Liste der Biografien führt alle Personen auf, die in der deutschsprachigen Wikipedia einen Artikel haben. Dieses ist eine Teilliste mit 456 Einträgen von Personen, deren Namen mit den Buchstaben „Loe“ beginnt.

## Loe
- Loe Thai († 1347), König des Königreiches Sukhothai
- Loe zu Wissen, Clemens August von (1767–1814), Domherr in Münster, Hildesheim und Lüttich
- Loe zu Wissen, Franz Karl von (1720–1795), Domherr in Münster
- Loe zu Wissen, Johann Adolf von († 1786), Domherr in Münster
- Loe zu Wissen, Johann Adolf von, Domherr in Münster
- Loë, Clemens von (1809–1883), Rittergutsbesitzer und 1867 vertretungsweise Landrat des Siegkreises
- Loë, Clemens von (1866–1930), deutscher Politiker und Agrarfunktionär
- Loe, Dianne (* 2003), amerikanisch-samoanische Beachhandballspielerin
- Loë, Edmund von (1749–1813), Gutsbesitzer, französischer Senator und Staatsrat
- Loe, Erlend (* 1969), norwegischer Autor und Journalist
- Loë, Eugen von (1839–1911), preußischer Verwaltungsbeamter, Landrat
- Loë, Felix von (1825–1896), preußischer Verwaltungsjurist, MdR
- Loe, Friedrich Carl von (1786–1838), Mediziner, 2. Leibarzt des Königs von Bayern
- Loë, Friedrich Leopold von (1861–1899), deutscher Fideikommissbesitzer und Mitglied des Deutschen Reichstags
- Loë, Friedrich von (1787–1849), Gutsbesitzer, MdPlt
- Loë, Isabelle Gräfin von (1903–2009), deutsche Adelige
- Loe, Judy (1947–2025), britische Schauspielerin
- Loë, Maximilian August von (1817–1879), Gutsbesitzer, MdR
- Loë, Maximilian von (1801–1850), Landrat des Siegkreises
- Loe, Olivia (* 1992), neuseeländische Ruderin
- Loë, Otto von (1835–1892), deutscher Politiker (Zentrum), MdR
- Loë, Paulus Maria von (1866–1919), deutscher römisch-katholischer Ordensgeistlicher und Ordenshistoriker
- Loë, Walter von (1828–1908), preußischer Generalfeldmarschall sowie Generaladjutant des Kaisers
- Loë-Bagier, Wolfgang (1907–1972), deutscher Filmeditor, Tontechniker und Regieassistent

### Loea
- Loeak, Christopher (* 1952), marshallischer Politiker, Präsident der Marshallinseln

### Loeb
- Loeb, Allan (* 1969), US-amerikanischer Drehbuchautor und Filmproduzent
- Loeb, Avi (* 1962), israelischer theoretischer PhysikerAvi Loeb (* 1962)

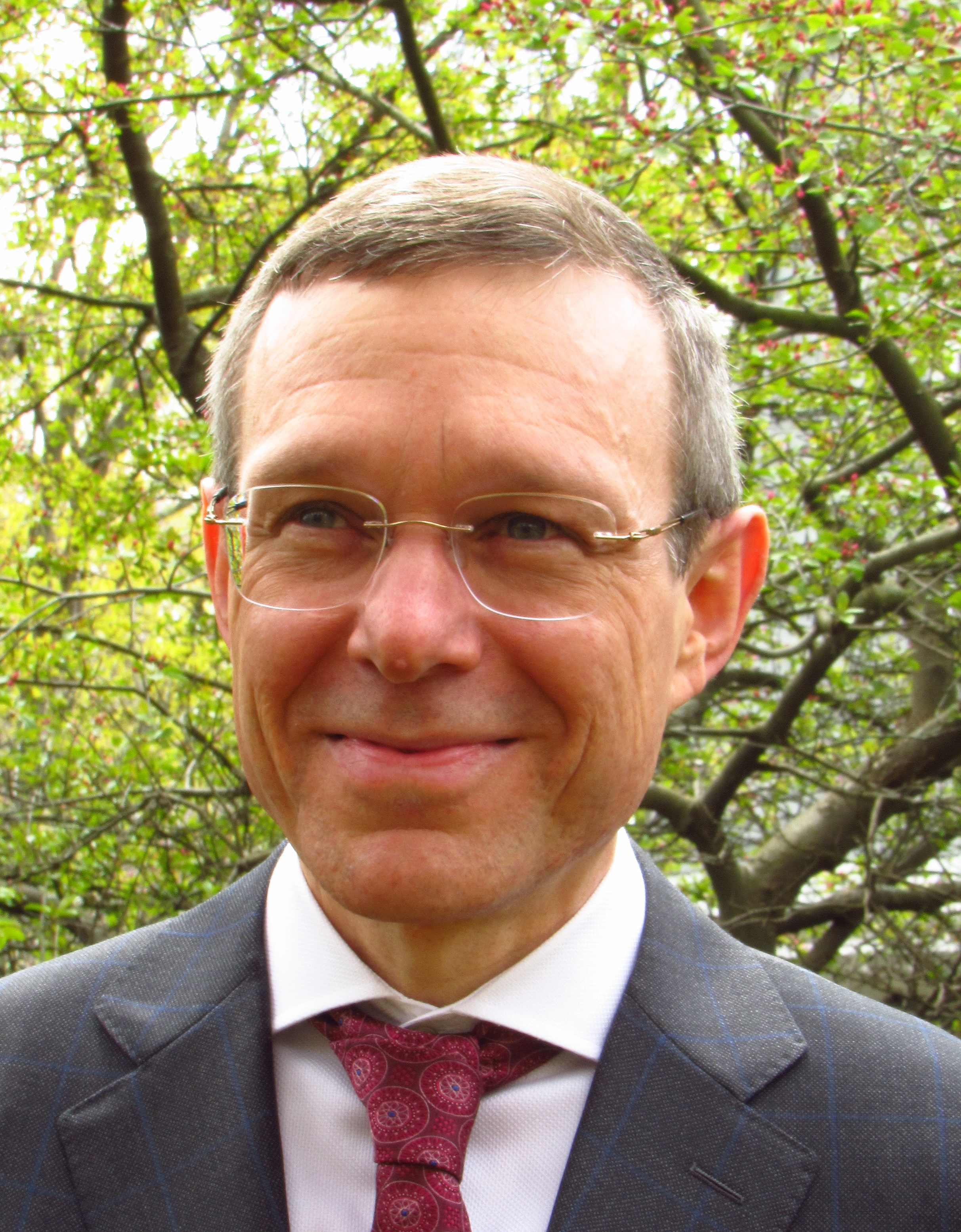
Avi Loeb (* 1962)

- Loeb, Benjamin (* 1966), US-amerikanischer Dirigent und Pianist
- Loeb, Caroline (* 1955), französische Sängerin, Schauspielerin, Theaterregisseurin, Autorin
- Loeb, Chuck (1955–2017), US-amerikanischer Jazzgitarrist
- Loeb, Daniel S. (* 1961), US-amerikanischer Unternehmer
- Loeb, Ernst Theodor (1881–1964), deutscher Landrat
- Loeb, François (* 1940), Schweizer Unternehmer, Politiker (FDP) und Schriftsteller
- Loeb, Hermann (1897–1963), deutsch-schweizerischer Kunsthistoriker und Verleger
- Loeb, Isidor (1868–1954), US-amerikanischer Politikwissenschaftler und Verfassungsrechtler
- Loeb, Isidore (1839–1892), französischer Rabbiner und Historiker
- Loeb, Jacques (1859–1924), deutsch-US-amerikanischer Biologe
- Loeb, James (1867–1933), US-amerikanischer Bankier und Altphilologe
- Loeb, Jamie (* 1995), US-amerikanische Tennisspielerin
- Loeb, Janice (1902–1996), US-amerikanische Kamerafrau, Filmregisseurin, Drehbuchautorin und Filmproduzentin
- Loeb, Jeph (* 1958), US-amerikanischer Drehbuch- und Comicautor
- Loeb, Leo (1869–1959), deutsch-amerikanischer Arzt und Forscher
- Loeb, Lisa (* 1968), US-amerikanische SängerinLisa Loeb (* 1968)

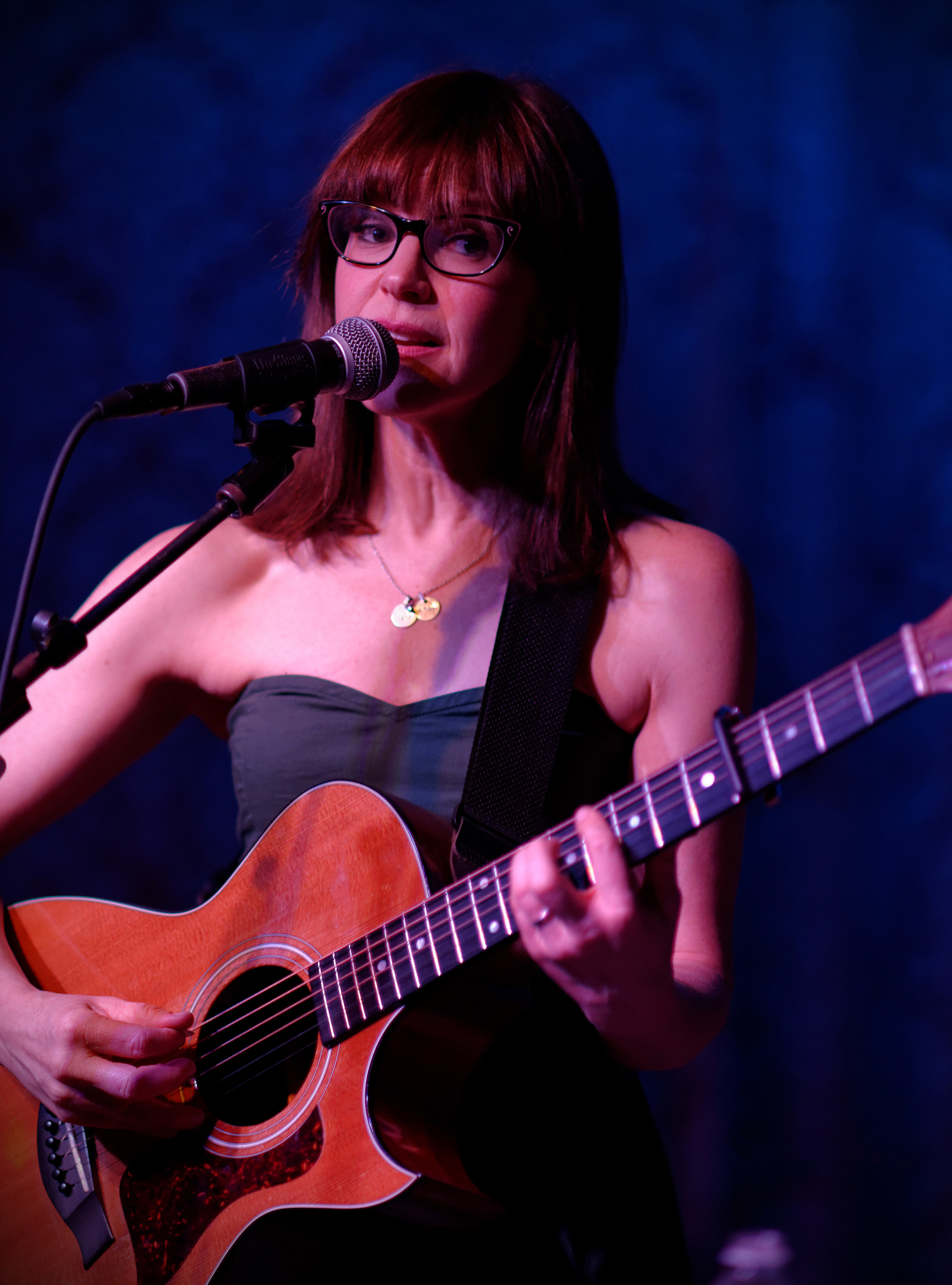
Lisa Loeb (* 1968)

- Loeb, Martin (1959–2025), französischer Schauspieler
- Loeb, Max (1901–1962), deutsch-israelischer Architekt und Fachschriftsteller
- Loeb, Michael (* 1963), deutscher Manager
- Loeb, Nicole (* 1967), Schweizer Unternehmerin
- Loeb, Otto (1882–1969), österreichischer Rechtsanwalt, Dichter und Soldat
- Loeb, Otto (1898–1974), deutscher Kaufmann
- Loeb, Pierre (1897–1964), französischer Kunsthändler und Galerist
- Loeb, Rebecca Jo, amerikanische Opernsängerin (Mezzosopran)
- Loeb, Richard (1905–1936), US-amerikanischer Mörder
- Loeb, Robert (1853–1925), preußischer General der Kavallerie
- Loeb, Salomon (1828–1903), US-amerikanischer Bankier und Philanthrop
- Loeb, Sébastien (* 1974), französischer RallyefahrerSébastien Loeb (* 1974)

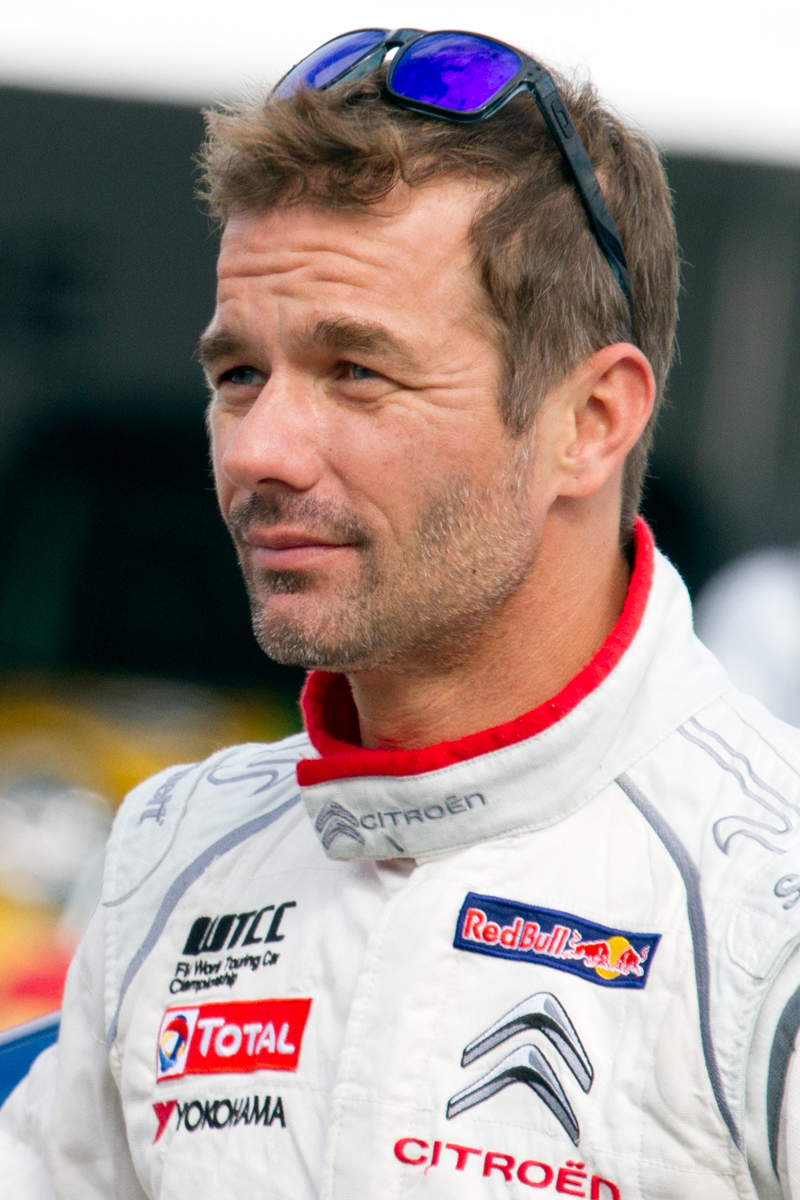
Sébastien Loeb (* 1974)

- Loeb, Thorsten (* 1970), deutscher Schauspieler
- Loeb, Walter (1895–1948), deutscher Bankier und Politiker (SPD)
- Loebb, Thomas (* 1957), deutscher Wasserballspieler
- Loebbecke, Claudia (* 1964), deutsche Wirtschaftswissenschaftlerin
- Loebbecke-Maler, apulischer Vasenmaler
- Loebe, Bernd (* 1952), deutscher Opernintendant
- Loebe, Horst (1924–2014), deutscher Hörspielregisseur
- Loebe, Victor (1840–1916), deutscher Gymnasiallehrer, Heimatforscher und Chronist
- Loebel, Franz (1768–1827), deutscher Opernsänger (Sopran, später Bass) und Schauspieler
- Loebell, Eduard Sigismund (1791–1869), deutscher Rechtswissenschaftler und Hochschullehrer
- Loebell, Egon von (1879–1939), deutscher Offizier und Militärschriftsteller
- Loebell, Ernst Friedrich Christian von (1764–1845), preußischer Generalleutnant
- Loebell, Friedrich Wilhelm von (1855–1931), deutscher Politiker, MdRFriedrich Wilhelm von Loebell (1855–1931)

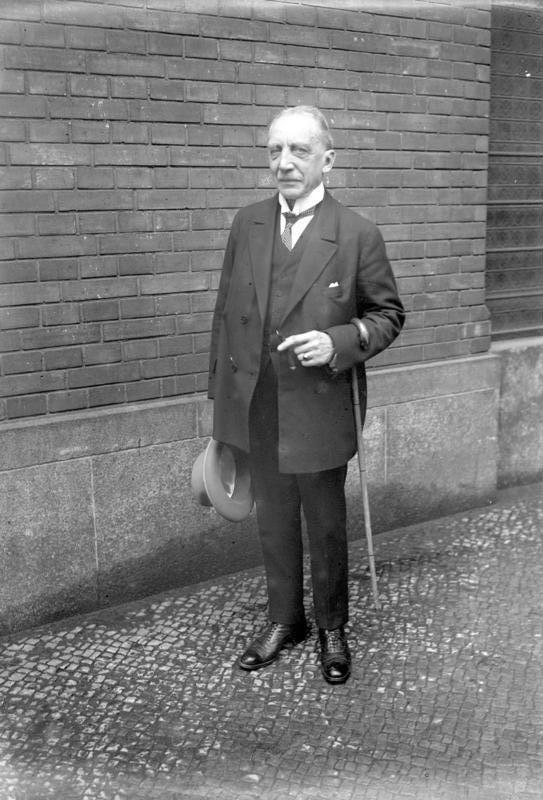
Friedrich Wilhelm von Loebell (1855–1931)

- Loebell, Helmut (1894–1964), deutscher HNO-Arzt und Professor an der Universität Münster
- Loebell, Irene (* 1954), Schweizer Journalistin und Dokumentarfilmerin
- Loebell, Karl Georg von (1777–1841), preußischer Generalleutnant, Kommandant von Berlin
- Loebell, Oskar (1836–1897), deutscher Reichsgerichtsrat
- Loebell, Oswald von (1823–1898), preußischer Generalleutnant
- Loeben, Christian E. (* 1961), deutscher Ägyptologe
- Loeben, Georg von (1875–1958), deutscher Parlamentarier und Rittergutsbesitzer im Fürstentum Reuß älterer Linie
- Loeben, Johann Friedrich von (1595–1667), brandenburgischer Staatsmann
- Loeben, Karl Friedrich Albrecht von (* 1730), preußischer Major
- Loeben, Konrad von (1852–1911), preußischer Generalmajor
- Loeben, Kurt Hildebrand von (1661–1730), preußischer Generalleutnant und Gouverneur von Kolberg
- Loeben, Kurt von (1841–1920), sächsischer Generalleutnant
- Loeben, Otto Ferdinand von (1741–1804), deutscher Gesandter und Kabinettsminister
- Loeben, Otto von (1786–1825), deutscher Schriftsteller und Dichter der deutschen Romantik
- Loeben, Paul von (1877–1962), deutscher Offizier und Ministerialrat
- Loeben, Robert von (1810–1890), sächsischer Generalleutnant
- Loeben, Rudolf Kurt Leberecht von (1690–1746), königlich preußischer Generalmajor, Chef des Garnisons-Regiments Nr. 8 sowie Erbherr auf Falkenberg, Matzdorf und Schildkow
- Loebenstein, Annie (1914–2010), deutsche Chemikerin, Ingenieurin und Übersetzerin
- Loebenstein, Edwin (1911–1998), österreichischer Rechtswissenschaftler
- Loebenstein, Egon (1877–1962), österreichischer Verwaltungsbeamter und Verfassungsrichter
- Loebenstein, Frieda (1888–1968), deutsch-brasilianische Musikpädagogin
- Loebenstein, Helene (1918–2010), österreichische Arabistin und Papyrologin
- Loebenstein, Lotte-Lore (1932–1943), deutsche Bankierstochter und Holocaustopfer
- Loebenstein, Michael (* 1974), österreichischer Kulturmanager, Kurator und Autor
- Loeber, August (1865–1948), deutschbaltischer Rechtsprofessor und lettischer Senator
- Loeber, Christoff (1511–1593), Bürgermeister in Weimar
- Loeber, Dietrich A. (1923–2004), deutsch-baltischer Rechtswissenschaftler
- Loeber, Fritz (* 1886), Mitglied des Provinziallandtages der Provinz Hessen-Nassau
- Loeber, Lou (1894–1983), niederländische Malerin
- Loeber, Marcus (* 1967), deutscher Komponist, Pianist und Musikproduzent
- Loebermann, Harald (1923–1996), deutscher Architekt und Kunstsammler
- Loebermann, Matthias (* 1964), deutscher Architekt und Hochschullehrer
- Loebermann, Werner (* 1902), deutscher Manager
- Loebers, Heide, deutsche Boulespielerin
- Loebinger, Lotte (1905–1999), deutsche SchauspielerinLotte Loebinger (1905–1999)

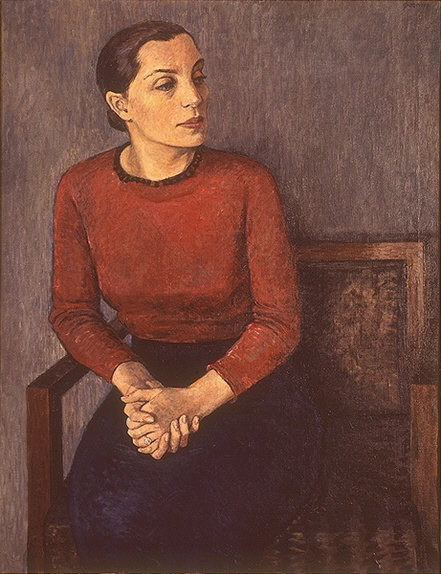
Lotte Loebinger (1905–1999)

- Loebisch, Wilhelm Franz (1839–1912), medizinischer Chemiker
- Loebl, Herbert (1923–2013), deutsch-britischer Unternehmer, Firmengründer, Historiker und Philanthrop
- Loebl, Suzanne (* 1925), deutsch-amerikanische Chemikerin, Fachbuchautorin, Kinder- und Jugendbuchautorin, Vortragsrednerin und Schriftstellerin
- Loeblich, Alfred R. (1914–1994), US-amerikanischer Mikropaläontologe und Foraminiferen-Forscher
- Loeblich, Helen Tappan (1917–2004), US-amerikanische Mikropaläontologin und Foraminiferen-Forscherin
- Loebner, Hugh Gene (* 1942), US-amerikanischer Soziologe und Unternehmer
- Loebner, Vera (* 1938), deutsche Filmregisseurin, Drehbuchautorin und Schauspielerin
- Loebsack, David (* 1952), US-amerikanischer Politiker

### Loec
- Loechelt, Sandro (* 1995), deutscher Fußballspieler
- Loechelt, Tino (* 1965), deutscher Fußballspieler
- Loeck, Hans-Werner (1925–2021), deutscher Diplomat
- Loeck, Melina (* 2000), deutsche Fußballspielerin
- Loeckell, Karol (1810–1876), polnischer Gesellschafter
- Loecker, Stéphane de (* 1959), belgischer Diplomat
- Loeckle, Werner (1916–1996), deutscher Ruderer
- Loeckx, Jacques (1931–2020), belgischer Informatiker

### Loed
- Loedel, Johann (* 1910), deutscher SS-Angehöriger und politischer Spitzel
- Loedige, Katharina (* 1962), deutsche Politikerin (FDP), MdL

### Loef
- Loeff, Jan (1858–1921), niederländischer Politiker
- Loeff, Wolfgang (1895–1954), deutscher Schriftsteller und Publizist
- Loeffel, Felix (1892–1981), Schweizer Lied-, Konzert- und Opernsänger (Bassbariton)
- Loeffel, Romain (* 1991), Schweizer Eishockeyspieler
- Loeffelholz von Colberg, Clemens (* 1989), deutscher Szenenbildner und Kreativdirektor
- Loeffelholz von Colberg, Curt (1874–1945), deutscher Politiker (NSDAP), MdR
- Loeffelholz von Colberg, Sigmund Friedrich (1807–1874), deutscher Förster und Forstwissenschaftler
- Loeffelholz, Bernhard von (1934–2024), deutscher Bankier und Lobbyist
- Loeffelholz, Erich von (1914–1984), deutscher Politiker (FDP), MdL Bayern
- Loeffelholz, Friedrich von (1955–2017), deutscher Radrennfahrer und Hochschullehrer
- Loeffke, Hans (1906–1974), deutscher Forstbeamter und Offizier
- Loeffler, Charles Martin (1861–1935), deutschstämmiger US-amerikanischer Komponist, Geiger und Bratscher
- Loeffler, Cullen (* 1981), US-amerikanischer Footballspieler
- Loeffler, Dietmar (* 1961), deutscher Pianist, Komponist, Regisseur und Autor
- Loeffler, Friedrich (1815–1874), preußischer Militärarzt, Unterzeichner der Genfer Konvention (1864)
- Loeffler, Friedrich (1852–1915), deutscher Bakteriologe und Hygieniker
- Loeffler, Friedrich (1885–1967), deutscher Orthopäde und Hochschullehrer
- Loeffler, Friedrich Simon (1669–1748), deutscher evangelischer Theologe, Autor, Neffe und Erbe von Gottfried Wilhelm Leibniz
- Loeffler, Heather, US-amerikanische Bühnenbildnerin
- Loeffler, Kelly (* 1970), US-amerikanische Unternehmerin und Politikerin (Republikaner)Kelly Loeffler (* 1970)

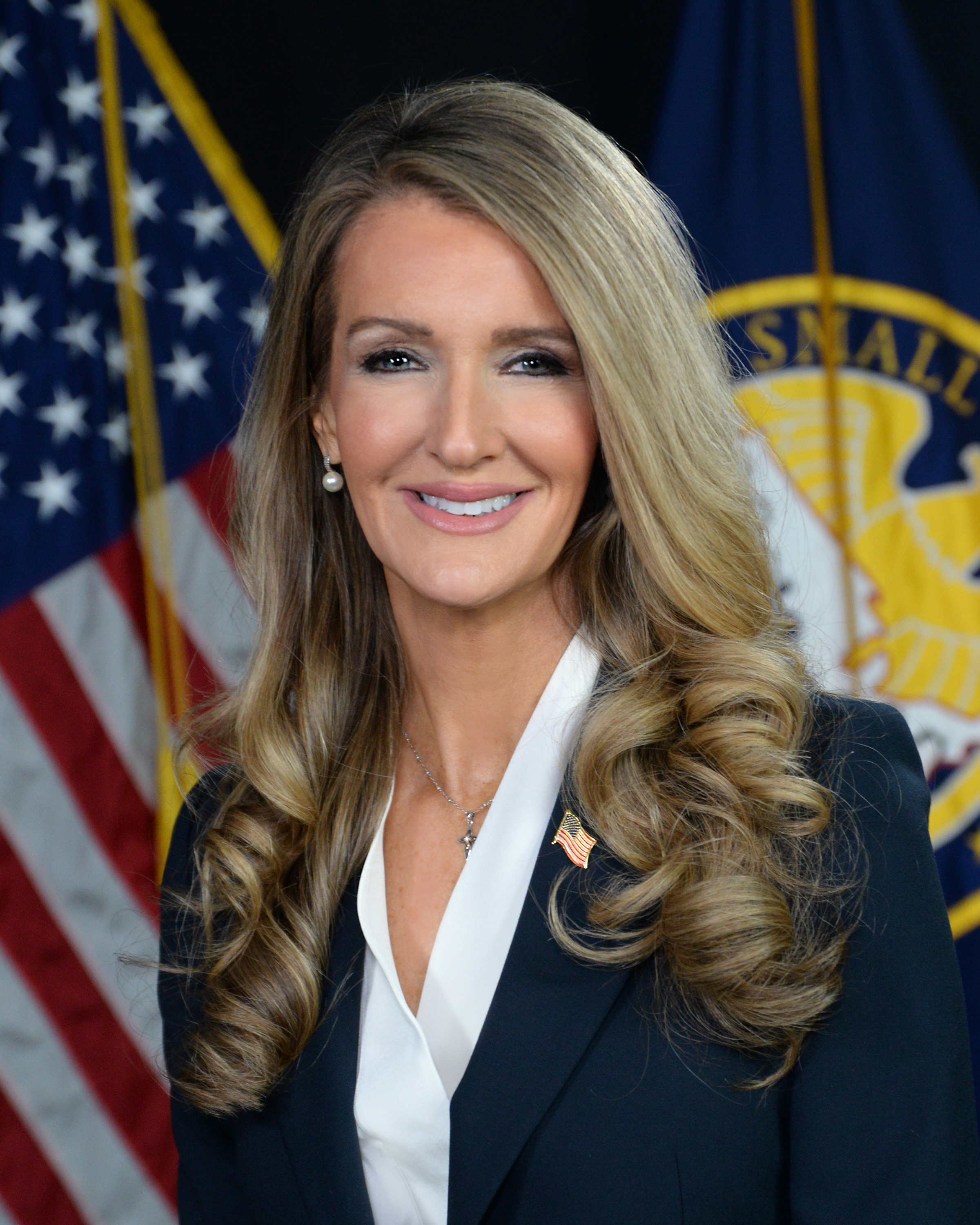
Kelly Loeffler (* 1970)

- Loeffler, Kim (* 1972), US-amerikanische Triathletin
- Loeffler, Klaus (1929–2010), deutscher Tierarzt und Hochschullehrer
- Loeffler, Lothar (1901–1983), deutscher Anthropologe, Mediziner und Hochschullehrer
- Loeffler, Louis R. (1897–1972), US-amerikanischer Filmeditor
- Loeffler, Ludwig (1906–1989), deutscher Jurist
- Loeffler, Marcel (* 1956), französischer Jazzmusiker
- Loeffler, Mito (1961–2011), französischer Jazzgitarrist
- Loeffler, Simon (1627–1674), deutscher evangelischer Theologe in Leipzig
- Loeffler, Tom (* 1946), US-amerikanischer Politiker
- Loeffler, Walter (1898–1938), deutscher Architekt und Opfer der Diktatur der Nationalsozialisten
- Loeffler, Yorgui (* 1979), französischer Jazzmusiker

### Loeh
- Loehning, Paul Wilhelm (1889–1971), deutscher Generalmajor im Zweiten Weltkrieg und Kampfkommandant in Hannover
- Loehr, August von (1847–1917), Eisenbahningenieur und Mineralien- und Münzsammler
- Loehr, August von (1882–1965), österreichischer Numismatiker und Historiker
- Loehr, Bret (* 1993), US-amerikanischer Schauspieler
- Loehr, Ferdinand von (1817–1876), deutscher Mediziner und Politiker
- Loehr, Helmut (1935–2008), deutscher Manager, Vorstandsmitglied der Bayer AG
- Loehr, John C. (1826–1910), deutscher Unternehmer
- Loehr, Karl von (1875–1958), deutscher Architekt und Hochschullehrer
- Loehr, Matthias (* 1977), deutscher Politiker (Die Linke), MdL
- Loehr, Michael (* 1982), Tänzer, Choreograph und Dozent
- Loehr, Moritz von (1810–1874), österreichischer Architekt und Ingenieur
- Loehr, Peter (* 1967), US-amerikanischer Filmproduzent
- Loehrs, Edgar (1870–1948), deutscher Verwaltungsjurist und Ministerialbeamter

### Loei
- Loeillet de Gant, Jean-Baptiste (* 1688), belgischer Komponist und Flötist des Barock
- Loeillet, Jaques († 1748), Komponist und Oboist
- Loeillet, John († 1730), Komponist
- Loeillot de Mars, Carl Friedrich Gustav († 1880), deutscher Maler, Zeichner und Lithograf
- Loeillot de Mars, Gustav (1845–1904), deutscher Arzt
- Loeillot, Wilhelm († 1891), deutscher Lithograf und Verleger
- Lœillot-Hartwig, Karl (1798–1864), deutsch-französischer Maler und Lithograf

### Loek
- Loeke, Robbert te (* 1988), niederländischer Fußballtorhüter

### Loem
- Loemaa, Vello (* 1951), estnischer Generalmajor
- Loemba, Marc-Antoine (* 2003), französischer Basketballspieler

### Loen
- Loën, August von (1828–1887), deutscher Hofbeamter, Schriftsteller und Theaterleiter
- Loen, Cornelis Hendricksz (1481–1547), niederländischer Patrizier und Politiker, Bürgermeister von Amsterdam
- Loen, Ernst van (1911–1996), deutsch-österreichischer Jurist und Publizist
- Loën, Friedrich von (1787–1868), preußischer Major, Oberhofmarschall
- Loen, Johann Bernhard von (1700–1766), preußischer Generalmajor, Chef des Infanterieregiments S 56
- Loën, Johann Michael von (1694–1776), deutscher Schriftsteller, Gelehrter und Staatsmann
- Loen, John van (* 1965), niederländischer Fußballspieler
- Loën, Leopold von (1817–1895), preußischer General der Infanterie
- Loen, Sjur (* 1958), norwegischer Curler
- Loen, Youri (* 1991), niederländischer Fußballspieler
- Loenartz, Friedrich (1887–1929), deutscher Jurist und Politiker (Zentrum), MdL
- Loenen, Jan Cornelisz van, niederländischer Maler
- Loenertz, Raymond-Joseph (1900–1976), luxemburgischer Dominikaner und Historiker (Byzantinist)
- Loening, Edgar (1843–1919), deutscher Rechtswissenschaftler
- Loening, Grover (1888–1976), US-amerikanischer Flugzeugkonstrukteur und Luftfahrtpionier
- Loening, Hellmuth (1891–1978), deutscher Jurist und zeitweise Präsident des Oberverwaltungsgerichtes Jena und Senatsvorsitzender am Oberverwaltungsgericht Münster
- Loening, Karl Friedrich (1810–1884), deutscher Verleger
- Loening, Otto (1880–1962), deutscher Jurist und Politiker
- Loening, Richard (1848–1913), deutscher Rechtswissenschaftler
- Loenne, Sonia (* 1996), deutsche Jazzmusikerin (Gesang, Komposition)

### Loep
- Loepelmann, Götz (1930–2017), deutscher Maler, Bühnenbildner, Regisseur, Autor, Zeichner, Grafiker und Bildhauer
- Loeper, Eisenhart von (* 1941), deutscher RechtsanwaltEisenhart von Loeper (* 1941)

Eisenhart von Loeper (* 1941)

- Loeper, Friedrich-Wilhelm von (1888–1983), deutscher Generalleutnant im Zweiten Weltkrieg
- Loeper, Georg von (1863–1938), deutscher Verwaltungsbeamter
- Loeper, Gustav von (1822–1891), deutscher Jurist und Goetheforscher
- Loeper, Johann Georg von (1819–1900), deutscher Verwaltungsbeamter, Rittergutsbesitzer und Parlamentarier
- Loeper, Johann Wilhelm (1701–1776), preußischer Hofrat, Ratsmeister in Halle und Rittergutsbesitzer
- Loeper, Paul (* 1989), deutscher Politiker (Volt)
- Loeper, Peter von (* 1957), deutscher Kirchenjurist
- Loeper, Ulrike von (* 1985), deutsch-südafrikanische Fotografin
- Loeper, Wilhelm Friedrich (1883–1935), deutscher Politiker (NSDAP), MdR und GauleiterWilhelm Friedrich Loeper (1883–1935)

Wilhelm Friedrich Loeper (1883–1935)

- Loeper, Wilhelmine (1822–1842), deutsche Gutsbesitzerin
- Loeper-Housselle, Marie (1837–1916), Frauenrechtlerin und Lehrerin
- Loepfe, Arthur (* 1942), Schweizer Politiker (CVP)
- Loepfe, Gregor (* 1971), Schweizer Pianist

### Loer
- Löer, Christian (* 1962), deutscher Sänger, Musiker und Songwriter christlicher Popmusik
- Loer, Rolf (1892–1964), deutsch-amerikanischer Schauspieler, Violinist und Musiklehrer
- Löer, Wigbert (* 1972), deutscher Sachbuchautor und Journalist
- Löer, Wilhelm (1915–1986), deutscher Bürgermeister, Diplomat, Priester und Japanologe
- Loera, Alfonso (* 1978), mexikanischer Fußballspieler
- Loerbroks, Eduard (1814–1872), deutscher Kommunalpolitiker
- Loerbroks, Hermann (1883–1954), deutscher Richter und Generalstaatsanwalt
- Loerbroks, Otto (1870–1941), deutscher Reichsgerichtsrat
- Loerbroks, Theodor (1894–1958), deutscher Politiker und Oberbürgermeister der Stadt Lünen
- Loercher, Paul (1872–1969), deutscher Bauingenieur
- Loerchner, Monika (* 1983), deutsche Autorin
- Loerding, Claudia (* 1950), deutsche Schauspielerin
- Loerick, Carl Conrad (1783–1850), preußischer Verwaltungsbeamter, Bürgermeister und Landrat
- Loerke, Konrad (1909–1975), deutscher Marineoffizier
- Loerke, Oskar (1884–1941), deutscher Dichter des Expressionismus
- Loerper, Anna (* 1984), deutsche HandballspielerinAnna Loerper (* 1984)

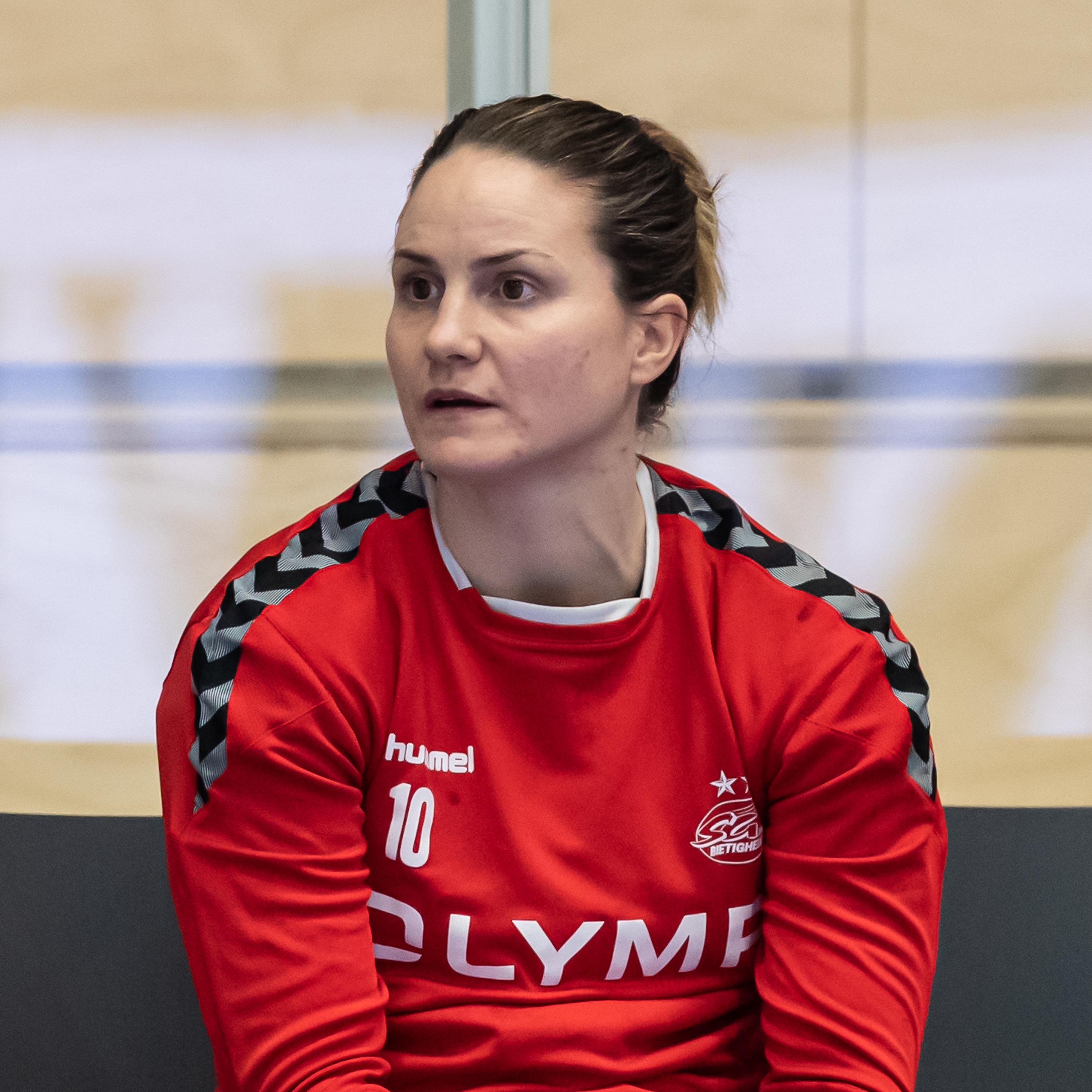
Anna Loerper (* 1984)

- Loers, Johann Christian (1675–1743), deutscher reformierter Geistlicher, Theologe und Hochschullehrer
- Loers, Vitus (1792–1862), deutscher Pädagoge, und Altphilologe
- Loersch, Hugo (1840–1907), deutscher Rechtshistoriker und Denkmalpfleger
- Loersch, Maria (1900–1986), deutsche Politikerin (KPD)
- Loersch, Marita (1853–1915), deutsch-französische karitativ tätige Frau und Gründungsmitglied mehrerer katholischer Frauenvereine
- Loertscher, Gottlieb (1914–1997), Schweizer Kunsthistoriker und Denkmalpfleger
- Loertscher, Patrick (* 1964), Schweizer Landschaftsfotograf
- Loerwald, Dirk, deutscher Politikdidaktiker
- Loerzer, Bruno (1891–1960), deutscher Generaloberst im Zweiten WeltkriegBruno Loerzer (1891–1960)

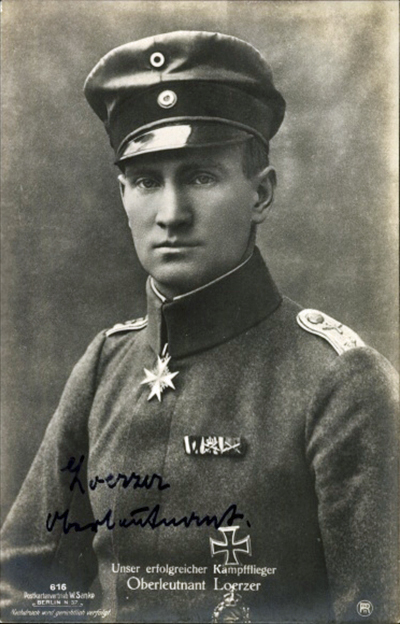
Bruno Loerzer (1891–1960)

- Loerzer, Fritz (1893–1952), deutscher evangelischer Geistlicher

### Loes
- Loës, Auguste de (1802–1883), Schweizer Politiker
- Loës, Karl (1877–1964), deutscher Unternehmer
- Loës, Patrick (* 1987), deutscher Ringertrainer
- Loesch von Hilkerthausen, Johann Adolf († 1663), Ritter des Deutschen Ordens
- Loesch, Achim von (1923–2019), deutscher Bankier, Direktor der Bank für Gemeinwirtschaft und Theoretiker der Gemeinwirtschaft und Alternativökonomie
- Loesch, Dana (* 1978), konservative US-amerikanische Talkradio-Moderatorin und Waffenlobby-Aktivistin
- Loesch, Ernst (1860–1946), deutscher Maler und Schriftsteller
- Loesch, Heinrich Philipp (1826–1896), Schuhmachermeister und Brunnenstifter
- Loesch, Heinrich von (1873–1947), deutscher Historiker, Jurist und Rittergutsbesitzer
- Loesch, Heinrich von (* 1934), deutscher Journalist und Publizist
- Loesch, Heinz von (* 1959), deutscher Musikwissenschaftler
- Loesch, Karl Christian von (1880–1951), deutscher Ethnologe
- Loesch, Max (1873–1957), deutscher Kapitän zur See der Kaiserlichen Marine
- Loesch, Uwe (* 1943), deutscher Grafiker und Hochschullehrer
- Loesch, Werner (1911–1942), deutscher Zeitungswissenschaftler und Funktionär (SA)
- Loeschcke, Georg (1852–1915), deutscher Klassischer Archäologe
- Loeschcke, Gerhard (1880–1912), deutscher evangelischer Theologe und Kirchenhistoriker
- Loeschcke, Gerhard (* 1945), deutscher Architekt und Hochschullehrer
- Loeschcke, Hermann (1882–1958), deutscher Pathologe
- Loeschcke, Siegfried (1883–1956), deutscher Provinzialrömischer Archäologe
- Loesche, Elisabeth (1896–1967), deutsche Politikerin (CDU, DP), MdBB
- Loesche, Georg (1855–1932), deutscher evangelischer Theologe und Kirchenhistoriker
- Loesche, Naëma (1854–1927), deutsche Schriftstellerin
- Loescher, Douglas (* 1967), US-amerikanisch-deutscher Basketballspieler
- Loescher, Fritz (1873–1908), deutscher Fachautor für Fotografie, Feuilletonist und Kunstkritiker
- Loescher, Hermann (1831–1892), deutsch-italienischer Buchhändler und Verleger
- Loescher, Paul Robert (1836–1914), deutscher Fotograf und Maler
- Loescher, Wolfgang (* 1967), deutscher Möbelrestaurator und Historiker
- Loeschke, Adalbert (1903–1970), deutscher Pädiater
- Loeseke, Johann Ludwig (1724–1757), deutscher Mediziner
- Loesel, Johann († 1460), Großprior
- Loesel, Johannes (1607–1655), deutscher Arzt und Botaniker
- Loesener, Friedrich Leopold (1834–1903), deutscher Kaufmann und Reeder, Mitglied der Hamburger Bürgerschaft
- Loesener, Robert Eduard (1869–1960), Hamburger Reeder
- Loesener, Theodor (1865–1941), deutscher Botaniker
- Loeser, Alfred (1887–1962), deutsch-britischer Arzt
- Loeser, Bernhard (1835–1901), deutscher Unternehmer in der Tabakindustrie
- Loeser, Charles (1864–1928), US-amerikanischer Kunstsammler und Kunsthistoriker mit deutschen Wurzeln
- Loeser, Ewald (1888–1970), deutscher Widerstandskämpfer
- Loeser, François (* 1958), französischer Mathematiker
- Loeser, Franz (1924–1990), deutscher Philosoph
- Loeser, Nicole (* 1974), deutsche Kuratorin
- Loesewitz, Friedrich von (1819–1908), deutscher Rittergutsbesitzer und Politiker, MdR
- Loesing, Brad (* 1989), US-amerikanisch-deutscher Basketballspieler
- Loeske, Leopold (1865–1935), deutscher Uhrmacher und Amateur-Bryologe
- Loesner, Christoph Friedrich (1734–1803), deutscher Altphilologe
- Loesser, Arthur (1894–1969), US-amerikanischer Pianist, Musikpädagoge und -schriftsteller
- Loesser, Frank (1910–1969), US-amerikanischer Komponist
- Loessl, Susanne von (1939–2025), deutsche Schauspielerin und Autorin
- Loessner, Anton (1885–1946), deutscher Ostforscher, verurteilter Kriegsverbrecher
- Loest, Erich (1926–2013), deutscher SchriftstellerErich Loest (1926–2013)

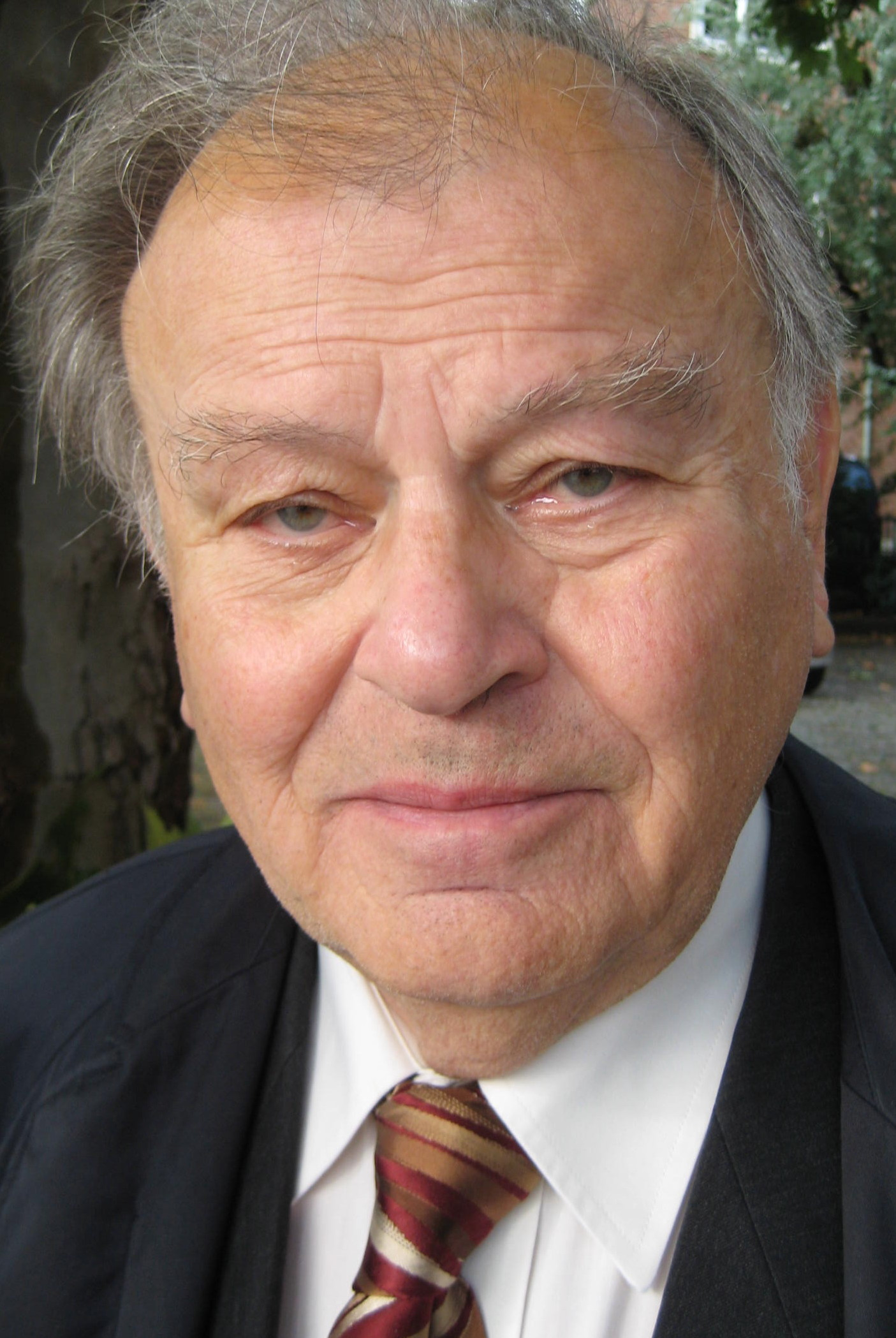
Erich Loest (1926–2013)

- Loesti, Georg (1859–1943), deutscher Architekt, Fotograf und Illustrator

### Loet
- Loets, Bruno (1904–1969), deutscher Schriftsteller und Übersetzer
- Loetsch, Fritz (1909–1987), deutscher Forstwissenschaftler und Hochschullehrer
- Loetscher, Felix (1934–2021), Schweizer Architekt und Handballtorhüter
- Loetscher, Hugo (1929–2009), Schweizer Schriftsteller und JournalistHugo Loetscher (1929–2009)

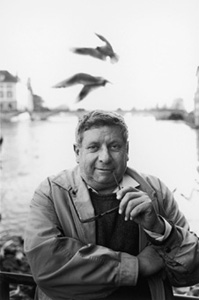
Hugo Loetscher (1929–2009)

- Loetscher, Ila (1904–2000), US-amerikanische Flugpionierin und Naturschützerin
- Loetscher, Pirmin (* 1978), Schweizer Schriftsteller
- Loetzner, Michèle (* 1982), deutsche Autorin und Journalistin
- Loetzsch, Christel (* 1986), deutsche Opernsängerin (Mezzosopran)

### Loeu
- Loeuillette, Stéphanie (* 1992), französische Tischtennisspielerin

### Loev
- Loève, Michel (1907–1979), US-amerikanischer Mathematiker
- Loeven, Helmut (* 1949), deutscher Buchhändler, Schriftsteller und Herausgeber
- Loevenbruck, Henri (* 1972), französischer Fantasy-Schriftsteller
- Loevendie, Theo (* 1930), niederländischer Komponist und Lehrer
- Loevenich, Heinrich (1896–1965), preußischer Verwaltungsbeamter, Landrat des Landkreises Köln und des Kreises Bergheim (Erft) sowie NS-Funktionär im Gau Köln-Aachen
- Loevensohn, Marix (1880–1943), belgischer Cellist und Musikpädagoge
- Loevesijn, Leijn (* 1949), niederländischer Radrennfahrer
- Loevinger, Jane (1918–2008), US-amerikanische Entwicklungspsychologin
- Loevinson, Ermanno (1863–1943), deutsch-italienischer Historiker und Archivar
- Loevy, Edward (1857–1910), polnisch-französischer Maler und Illustrator

### Loew
- Loew von Erlsfeld, Johann Franz (1648–1725), böhmischer Arzt, Jurist und Musiker
- Loew von Erlsfeld, Johann Joseph Ignaz (1673–1716), deutsch-böhmischer Jurist und Vizelandschreiber des Königreich Böhmen
- Loew, Edgar, US-amerikanischer Filmproduzent
- Loew, Ernst (1911–1988), deutscher Politiker (CDU), MdL
- Loew, Friedrich (1809–1881), deutscher Lehrer und Politiker
- Loew, Friedrich (1920–2018), deutscher Neurochirurg und Hochschullehrer
- Loew, Friedrich W. (1930–2010), deutscher Hotelier
- Loew, Gerhard, deutscher Theaterautor, Spielleiter und Turmschreiber
- Loew, Hans (1919–2016), rumäniendeutscher Kunstlehrer, Grafiker und Maler
- Loew, Hans Maria (* 1924), österreichischer Herausgeber
- Loew, Hans Werner (* 1942), deutscher Politiker (SPD), MdL
- Loew, Heinz (1903–1981), deutscher Bauhausschüler, Werbegrafiker, Fotograf und Ausstellungsdesigner
- Loew, Hermann (1807–1879), deutscher Gymnasiallehrer und Insektenforscher
- Loew, Hermann (1882–1944), deutscher Landrat
- Loew, Holger (* 1978), deutscher Radsportler
- Loew, Jacques (1908–1999), französischer Ordensgeistlicher, Arbeiterpriester, Gründer der Arbeitermission St
- Loew, Johannes (1771–1833), bayerischer Jurist und Staatsbeamter
- Loew, Marcus (1870–1927), US-amerikanischer Geschäftsmann
- Loew, Oskar (1844–1941), deutscher Chemiker
- Loew, Paola (1934–1999), österreichische Schauspielerin und Hörspielsprecherin
- Loew, Peter (1931–2012), deutscher Maler
- Loew, Peter Oliver (* 1967), deutscher Historiker, Übersetzer und HochschullehrerPeter Oliver Loew (* 1967)

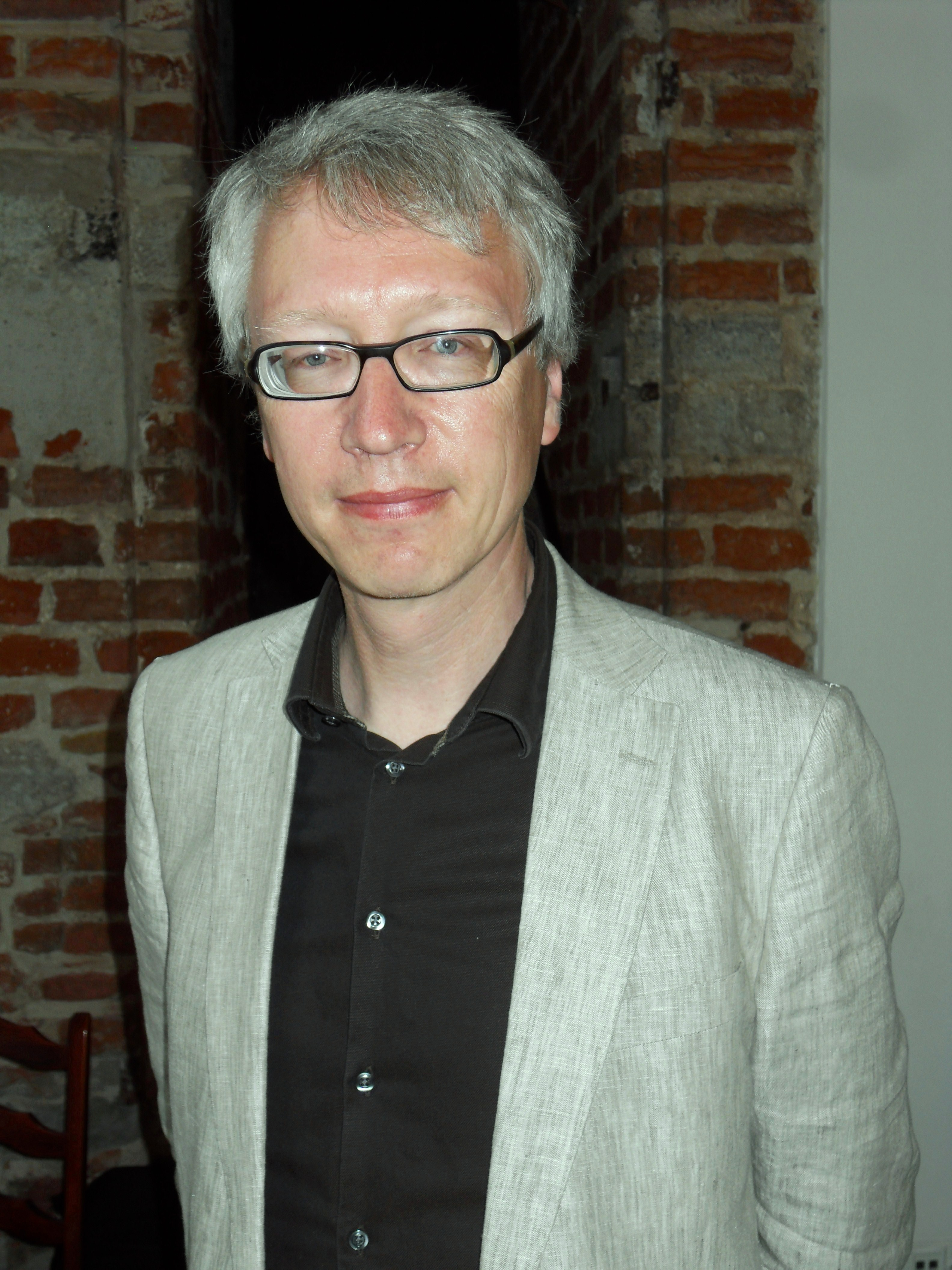
Peter Oliver Loew (* 1967)

- Loew, Thomas (* 1961), deutscher Psychiater und Hochschullehrer
- Loew, Wilhelm Gustav (1887–1977), deutscher Theologe und Arzt
- Loewald, Hans (1906–1993), US-amerikanischer Psychiater und Psychoanalytiker
- Loewe, Adolf (1811–1885), polnischer Architekt
- Loewe, Alfons (1868–1938), deutscher Notar und Rechtsanwalt
- Loewe, Andreas (* 1973), anglikanischer Priester
- Loewe, Axel (1883–1955), deutscher Marineoffizier, zuletzt Kapitän zur See der Kriegsmarine
- Loewe, Brunhilde (* 1951), deutsche Kugelstoßerin (DDR)
- Loewe, Carl (1796–1869), deutscher Kantor, Organist und Komponist in StettinCarl Loewe (1796–1869)

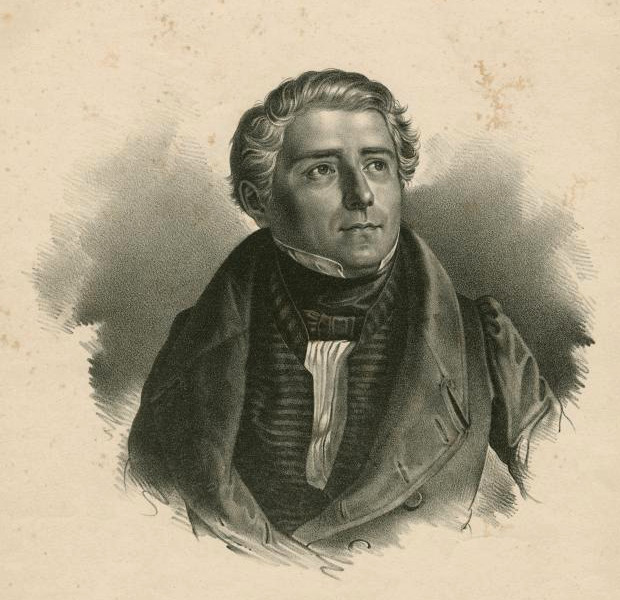
Carl Loewe (1796–1869)

- Loewe, Edmund (1870–1931), österreichischer Schauspieler und Operettensänger (Tenor)
- Loewe, Elisabeth (1924–1996), deutsche Malerin des Nachexpressionismus
- Loewe, Elke (* 1940), deutsche Schriftstellerin
- Loewe, Felicitas (* 1959), deutsche Theaterwissenschaftlerin, Dramaturgin und Theaterintendantin
- Loewe, Frederick (1901–1988), US-amerikanischer Komponist
- Loewe, Fritz (1895–1974), deutscher Meteorologe, Glaziologe und Polarforscher
- Loewe, Gudrun (1914–1994), deutsche Prähistorikerin
- Loewe, Heinrich (1869–1951), deutsch-jüdischer Journalist, Bibliothekar und zionistischer Politiker
- Loewe, Isidor (1848–1910), deutscher Rüstungsunternehmer
- Loewe, Johann Heinrich (1808–1892), böhmischer Philosoph und Hochschullehrer
- Loewe, Konrad (1856–1912), österreichischer Schauspieler, Dramatiker
- Loewe, Lothar (1929–2010), deutscher Journalist und IntendantLothar Loewe (1929–2010)

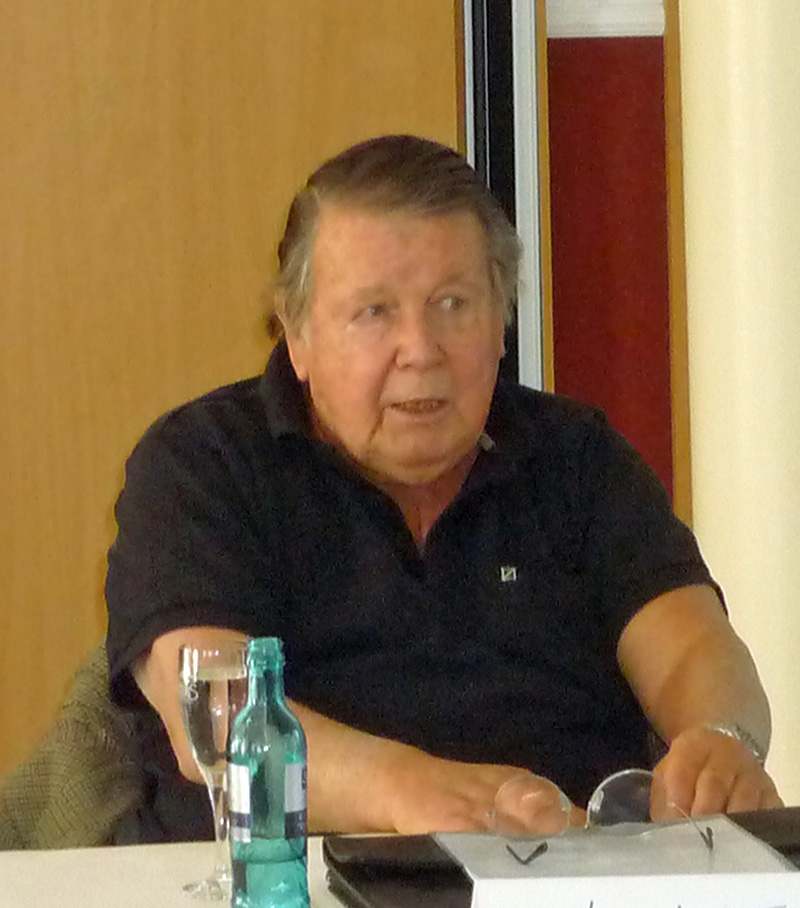
Lothar Loewe (1929–2010)

- Loewe, Louis (1809–1888), Orientalist und Bibliothekar
- Loewe, Ludwig (1837–1886), deutscher Unternehmer und Politiker (DFP), MdR
- Loewe, Margarete (1854–1932), deutsche Historien-, Porträt- und Genremalerin sowie Grafikerin und Radiererin der Düsseldorfer Schule
- Loewe, Michael (1922–2025), britischer Sinologe
- Loewe, Otto (1878–1938), deutscher Chirurg
- Loewe, Richard von (1832–1896), preußischer Generalleutnant
- Loewe, Siegfried Walter (1884–1963), deutscher Pharmakologe, Endokrinologe und klinischer Chemiker
- Loewe, Siegmund (1885–1962), deutscher Physiker und Industrieller
- Loewe, Victor (1871–1933), deutscher Historiker und Archivar
- Loewe, Werner (1941–2022), deutscher Politiker (SPD), MdHB
- Loewe, Wilhelm (1814–1886), deutscher Arzt und Politiker (DFP, NLP), MdR
- Loewe-Flatter, Hilde (1895–1976), österreichische Pianistin und Komponistin
- Loewe-Hannatzsch, Sabine (* 1982), deutsche Historikerin und Basketballnationalspielerin
- Loewel, Ernst-Ludwig (1906–1997), deutscher Obstzüchter und Pomologe im Alten Land
- Loewen, Betty (1909–1973), deutsche Schauspielerin und Hörspielsprecherin
- Loewen, Charles (1900–1986), britischer General
- Loewen, Howard (* 1966), deutscher Politikwissenschaftler
- Loewen, James W. (1942–2021), US-amerikanischer Soziologe und Autor
- Loewenau, Florian (1912–1979), deutscher Ordensgeistlicher, Bischof und Prälat von Óbidos
- Loewenberg Ball, Deborah (* 1954), US-amerikanische Mathematikpädagogin
- Loewenberg, Alfred (1902–1949), deutsch-britischer Musikwissenschaftler
- Loewenberg, Amalie (* 1889), deutsche Lehrerin
- Loewenberg, Dagobert (1929–2006), deutscher Dokumentarfilmregisseur
- Loewenberg, Ernst (1896–1987), deutschamerikanischer Pädagoge und Hochschullehrer
- Loewenberg, Jakob (1856–1929), deutscher Schriftsteller und Pädagoge
- Loewenberg, Peter (* 1933), US-amerikanischer Historiker und Psychoanalytiker
- Loewenberg, Renate (1929–2016), deutsche Drehbuchautorin, Filmregisseurin und Journalistin
- Loewenfeld, Alfred von (1848–1927), preußischer General der Infanterie und Generaladjutant von Wilhelm II.
- Loewenfeld, Julius von (1808–1880), preußischer General der Infanterie
- Loewenfeld, Julius von (1838–1916), preußischer Generalmajor
- Loewenfeld, Philipp (1887–1963), deutscher Rechtsanwalt
- Loewenfeld, Wilfried von (1879–1946), deutscher Vizeadmiral sowie Freikorpsführer
- Loewengard, Max Julius (1860–1915), deutscher Pianist, Musikpädagoge und Musikkritiker
- Loewenhardt, Erich (1897–1918), deutscher Jagdflieger im Ersten WeltkriegErich Loewenhardt (1897–1918)
- Loewenheim, Ulrich (* 1934), deutscher Jurist

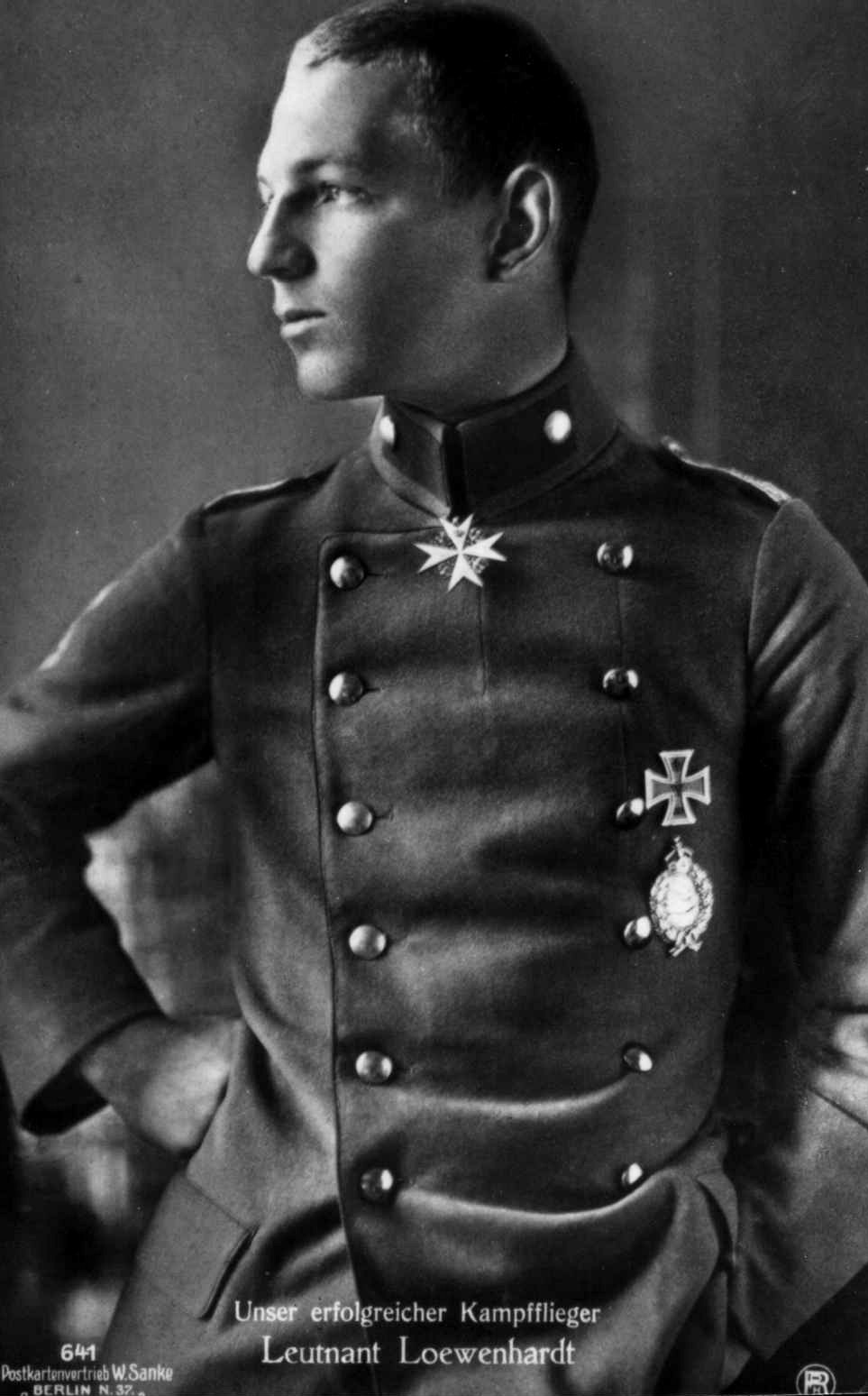
Erich Loewenhardt (1897–1918)

- Loewenheim, Walter (1896–1977), deutscher sozialistischer Politiker, Widerstandskämpfer gegen den Nationalsozialismus
- Loewenherz, Johanna (1857–1937), deutsche Schriftstellerin und Frauenrechtlerin
- Loewenherz, Leopold (1847–1892), deutscher Physiker
- Loewenich, Gerhard von (1929–2017), deutscher Staatssekretär
- Loewenich, Helga von (* 1943), deutsche Künstlerin
- Loewenich, Hermann von (1931–2008), deutscher Geistlicher, Landesbischof der Evangelisch-Lutherischen Kirche in Bayern (1994–1999)
- Loewenich, Peter von (1756–1829), deutscher Fabrikant, Kaufmann und Politiker
- Loewenich, Volker von (* 1937), deutscher Kinderarzt und Neonatologe
- Loewenich, Walther von (1903–1992), deutscher evangelisch-lutherischer Kirchenhistoriker
- Loewensberg, Gret (* 1943), Schweizer Architektin
- Loewensberg, Verena (1912–1986), Schweizer Malerin
- Loewenson, Erwin (1888–1963), deutscher Schriftsteller
- Loewenson, Leo (1884–1968), deutsch-britischer Historiker
- Loewenstein zu Loewenstein, Hans von (1874–1959), deutscher Bergbau-Ingenieur, Industrie-Manager und Wirtschaftspolitiker (DNVP), MdR
- Loewenstein zu Loewenstein, Max von (1870–1949), deutscher Beamter
- Loewenstein, Aenny (1871–1925), deutsche Malerin und Grafikerin
- Loewenstein, Alfred (1877–1928), belgischer Bankier und Unternehmer
- Loewenstein, Bedřich (1929–2017), deutsch-tschechischer Historiker
- Loewenstein, Georg (1890–1998), deutscher Mediziner und Stadtarzt
- Loewenstein, George (* 1955), US-amerikanischer Wirtschaftswissenschaftler und Psychologe
- Loewenstein, Joseph (1925–2021), US-amerikanischer Geistlicher und De-La-Salle-Bruder
- Loewenstein, Karl (1887–1975), deutscher Privatbankdirektor, Marineoffizier und Überlebender des Holocaust
- Loewenstein, Karl (1891–1973), US-amerikanischer Staats- und Verfassungsrechtler und Politologe deutscher Herkunft
- Loewenstein, Lippmann Hirsch (1809–1848), württembergischer hebräischer Übersetzer und Bibelkommentator
- Loewenstein, Rudolph (1898–1976), französisch-amerikanischer Psychoanalytiker
- Loewenstein, Walter B. (1926–2018), US-amerikanischer Physiker
- Loewenstern, Enno von (1928–1993), konservativer deutscher Journalist deutschbaltischer Herkunft
- Loewenthal, Eduard (1836–1917), deutscher Schriftsteller und Journalist
- Loewenthal, Elena (* 1960), italienische Autorin
- Loewenthal, Erich Ludwig (* 1894), deutscher Neuphilologe, Literaturwissenschaftler, Studienrat und Herausgeber
- Loewenthal, Fritz (1886–1941), deutscher Bibliothekar
- Loewenthal, Hans (1899–1986), österreichisch-britischer Mediziner und Naturwissenschaftler
- Loewenthal, John (1885–1930), deutscher Sprachwissenschaftler
- Loewenthal, Käthe (1878–1942), deutsche Malerin und NS-OpferKäthe Loewenthal (1878–1942)

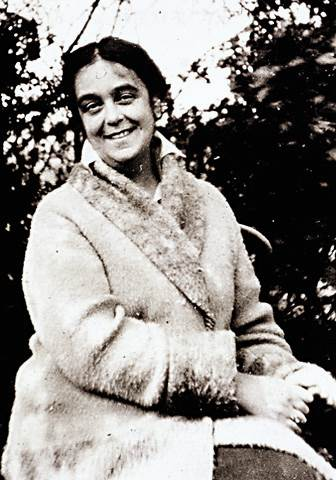
Käthe Loewenthal (1878–1942)

- Loewenthal, Ludwig (1898–1944), deutscher Bankier
- Loewenthal, Rudi (1908–1982), deutscher Filmproduzent und Zeitungs-Journalist
- Loewenthal, Siegfried (1869–1951), deutscher Dermatologe und Strahlentherapeut
- Loewenthal, Siegfried (1874–1951), deutscher Jurist
- Loewenthal, Wilhelm (1850–1894), französischer Mediziner und Hochschullehrer
- Loewentheil, Stephan (* 1950), US-amerikanischer Antiquar und Bibliophiler
- Loewenwarter, Victor (1887–1973), deutscher Jurist, Lehrbuchautor und Repetitor
- Loewer, Anne, deutsche Filmeditorin
- Loewer, Claude (1917–2006), Schweizer bildender Künstler, Kunstpädagoge, Szenograf und Bildwirker
- Loewer, Hans-Karl (* 1902), deutscher Bannführer der HJ
- Loewer, Lorenz (1900–1992), deutscher Politiker (NSDAP), MdR, MdL
- Loewert, Hugo (* 1973), französischer Bogenbiathlet
- Loewi, Otto (1873–1961), deutsch-österreichisch-amerikanischer PharmakologeOtto Loewi (1873–1961)

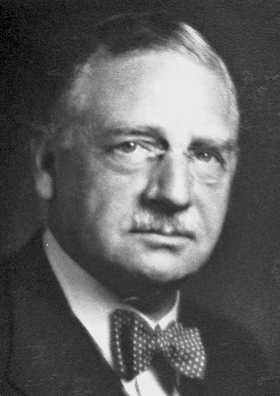
Otto Loewi (1873–1961)

- Loewicke, Robert (1836–1917), deutscher Schriftsteller
- Loewig, Andrea Kathrin (* 1966), deutsche Schauspielerin und Synchronsprecherin
- Loewig, Roger (1930–1997), deutscher Zeichner, Maler und Schriftsteller
- Loewinsohn, Ron (1937–2014), US-amerikanischer Schriftsteller und Literaturwissenschaftler
- Loewinson-Lessing, Franz (1861–1939), russischer Geologe und Petrologe
- Loewis of Menar, Richard von (1900–1931), deutscher politischer Aktivist
- Loewis, Erik von (1904–1986), deutscher Bankenjurist, Schauspieler und Regisseur
- Loewit, Günther (* 1958), österreichischer Autor und Mediziner
- Loewit, Moritz (1851–1918), österreichischer Pathologe
- Loewner, Charles (1893–1968), tschechisch-US-amerikanischer Mathematiker
- Loewy, Adolf (1862–1937), deutscher Physiologe
- Loewy, Alfred (1873–1935), deutscher Mathematiker
- Loewy, Benno (1854–1919), deutschamerikanischer Rechtsanwalt, Freimaurer und Sammler
- Loewy, Emanuel (1857–1938), österreichischer Klassischer Archäologe
- Loewy, Erich (1927–2011), österreichisch-amerikanischer Kardiologe und Bioethiker
- Loewy, Ernst (1920–2002), deutscher Bibliothekar, Exilforscher und Autor
- Loewy, Hanno (* 1961), deutscher Literatur- und Medienwissenschaftler
- Loewy, Hildegard (1922–1943), deutsche Büroangestellte und Widerstandskämpferin gegen den Nationalsozialismus
- Loewy, Joseph (1885–1949), deutsch-israelischer Bauingenieur, zionistischer Politiker und Städteplaner
- Loewy, Maurice (1833–1907), französischer Astronom
- Loewy, Max (1875–1948), böhmischer Psychiater und Neurologe
- Loewy, Raymond (1893–1986), österreichisch-US-amerikanischer IndustriedesignerRaymond Loewy (1893–1986)

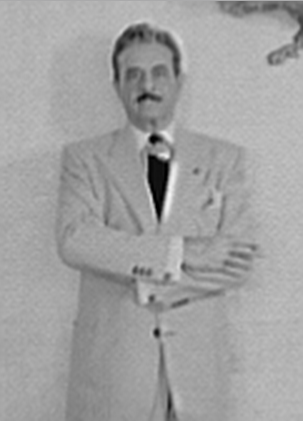
Raymond Loewy (1893–1986)

- Loewy, Ronny (1946–2012), deutscher Filmhistoriker
- Loewy, Siegfried (1857–1931), österreichischer Schriftsteller und Journalist